# Сафронов, Владимир Иосифович
Владимир Иосифович Сафронов (1952, Львов — 14 февраля 2021) — советский гимнаст, призёр чемпионатов СССР и мира, призёр Кубка мира, мастер спорта СССР международного класса. Закончил спортивную карьеру в 1976 году (по другим данным — в 1977). Первым в мире начал исполнять соскок с перекладины с тройным сальто. Судья международной категории. Судил чемпионат мира 1996 года в Сан-Хуане (Пуэрто-Рико) и Олимпиаду 1996 года в Атланте.

## Биография
Уроженец г. Зеленодольска ТАССР
Годы жизни: 9 мая 1952 (Зеленодольск) — 13 февраля 2021 (Нью-Йорк)
Начал заниматься гимнастикой в конце 1950-х в Зеленодольской детско-юношеской спортивной школе олимпийского резерва под руководством тренера Николая Селезнёва. В 1969 году переехал во Львов. В 1970 году стал членом сборной команды СССР.
После завершения спортивной карьеры работал тренером молодёжной сборной СССР по гимнастике, старшим тренером по спортивной гимнастике Прикарпатского военного округа Советской Армии, заместителем начальника СКА Львова, заместителем начальника физподготовки Прикарпатского округа Советской Армии. В 1997 году вышел на пенсию. В том же году уехал в США, где стал тренировать детей.

## Спортивные результаты
- Чемпионат СССР по спортивной гимнастике 1973 —  (опорный прыжок);
- Чемпионат СССР по спортивной гимнастике 1974 —  (вольные упражнения);
- Чемпионат СССР по спортивной гимнастике 1975 —  (вольные упражнения);
- Чемпионат СССР по спортивной гимнастике 1976 —  (многоборье);